# حزب آلترناتیو دمکراتیک
حزب آلترناتیو دمکراتیک (اسپانیایی: Polo Democrático Alternativo‎) یا PDA نتیجه ادغام دو حزب قطب مستقل دموکراتیک le Polo Democrático Independiente و جایگزین دمکراتیک Alternative démocratique است. این حزب کلمبیایی عضو ناظر سوسیالیست‌های جهانی و عضو کنفرانس دائمی احزاب سیاسی آمریکای لاتین و کارائیب است و توسط کلارا لوپز رهبری می‌شود.
حزب آلترنتیو دمکراتیک در ۱۷ ژوئیه سال ۲۰۰۳ به دنبال ادغام چندین حزب تشکیل شد که در انتخابات سال ۲۰۰۲ یک ائتلاف انتخاباتی را تشکیل داده بودند. این حزب ۵۵۰٬۰۰۰ عضو دارد و در ماه مه ۲۰۰۶ نامزد آن ۲۲ درصد از آرا را بدست آورد ولی در انتخابات سنا کمتر از ۱۰ درصد آرا را بدست آورد (۱۰ کرسی از ۱۰۲) و در مجلس نمایندگان (۷ کرسی از ۱۶۶ کرسی) را بخود اختصاص داد.
بعد از رسوایی فرا سیاسی سال ۲۰۰۶ در کلمبیا که سیاستمداران نزدیک به پرزیدنت آلوارو اوریب، از جمله پسر عموی او و یکی از بنیانگذاران حزب دموکرات کلمبیا را نیز دربر گرفت، سه تن از فعالان حزب دمکراتیک کلمبیا ترور شدند